# پسر ایران از مادرش بی‌اطلاع است
پسر ایران از مادرش بی‌اطلاع است فیلمی به‌کارگردانیِ فریدون رهنما و بازیگری رضا ژیان، جمشید لایق و آهو خردمند و محصول ۱۳۵۵ است. فیلم‌برداریِ فیلم در سال ۱۳۴۸ آغاز شد اما نزدیک به پنج سال طول کشید تا در سال ۱۳۵۳ آمادهٔ نمایش شود. اولین نمایشِ این فیلم در خرداد ۱۳۵۴ در سینماتک پاریس بود که هانری لانگلوا، مدیر سینماتک و فیلم‌شناس برجستهٔ فرانسوی آن را معرّفی کرد و پس از آن در تیرماه همان سال، برای نخستین بار در جشنوارهٔ توس در ایران به‌نمایش درآمد. این فیلم اثری نیمه‌اتوبیوگرافیک است که رهنما آن را بر اساسِ تجربه‌های شخصی دردناکش از کار در سینمای ایران ساخته‌است و همچنین فیلمی است که از نظر فرم و سبک روایت، نه‌فقط تا آن زمان در سینمای ایران نمونه‌ای نداشت، بلکه هنوز هم یک اثر آوانگارد و تجربی به‌حساب می‌آید.

## داستان
کارگردان جوانی نمایش‌نامه‌ای دربارهٔ ایمان در دورهٔ اشکانیان می‌نویسد تا با همکاریِ یک گروه تئاتری آن را به‌اجرا درآورد. عطشِ جستجو در تار و پودِ تاریخ موقعیتی تعارض‌آمیز برای او فراهم کرده‌است. زنی، که با او زندگی می‌کند، بر آن است که آدمی‌زاد نمی‌تواند در این جستجو از دل‌بستگی‌های فرعی دست بردارد. مرد اعتقاد به پروازِ مدام دارد و بر آن است که آدمیان فقط در پرواز، همدیگر را می‌ربایند. او با چنین اعتقادی، برای ارزیابی موقعیتِ انسانی خود و سرزمینی که در آن زندگی می‌کند، دست به کارِ بازسازی و اجرای نمایش می‌زند؛ اما اعضای گروه با نوشتنِ نامه‌ای در اعتراض به خودکامگی‌های کارگردان خواهان عوام‌پسند کردنِ نمایشنامه و زدودن جنبه‌های اشرافی از آن می‌شوند. او و زن، پس از جداشدن از گروهِ نمایشی و صحبت با دوست کارگرشان، که عقیده دارد نمایشنامه باید دربارهٔ روزگارِ حال باشد، نمایشنامه را به‌تنهایی به‌اجرا درمی‌آورند.